# Ernest Bainbridge
Ernest Bainbridge dit Ernie Bainbridge, né en juin 1891 à Northcote (Victoria) et mort en 1984, est un cycliste australien. Il participe au Tour de France lors de l'édition 1928 au sein de l'équipe Ravat-Wonder (composée d'Ernie Bainbridge, de deux autres coureurs australiens et d'un coureur néo-zélandais).

## Palmarès
- 1923
  - 3e de la course en ligne du championnat d'Australie
- 1924
  - 2e de la course en ligne du championnat d'Australie
- 1927
  - 3e de la course en ligne du championnat d'Australie

### Résultats sur les grands tours

#### Tour de France
1 participation :
- 1928 : abandon (15e étape)